# Episodi di Vis a vis - Il prezzo del riscatto (prima stagione)
Questo articolo riguarda la prima stagione della serie televisiva Vis a vis - Il prezzo del riscatto del gruppo televisivo Atresmedia, prodotta da Globomedia e trasmessa in anteprima il 25 aprile 2015 con 4 milioni di spettatori. La serie ha ricevuto diversi premi e consensi dalla critica per la sua originalità, nonostante sia stato inizialmente paragonato alla serie televisiva carceraria americana Orange is the New Black. Le riprese della prima stagione iniziarono all'inizio del 2015 e finirono il 2 luglio dello stesso anno con 3,5 milioni di spettatori. La prima stagione racconta la storia di Macarena Ferreiro, una giovane contabile proveniente da Madrid, e la sua evoluzione in prigione dopo essere stata ingannata dal suo amante sposato, così come il conflitto con le altre detenute. Dopo il successo della prima stagione VIS A VIS è stata rinnovata per una seconda stagione, trasmessa il giovedì alle 22.30 su Antena 3.
In Italia, i primi 6 episodi sono stati trasmessi dal 16 al 30 luglio 2017, mentre i restanti 5 pubblicati su Dplay il 6 agosto 2017.
| n° | Titolo originale                 | Titolo italiano              | Regia                                | Prima TV Spagna | Prima TV Italia |
| -- | -------------------------------- | ---------------------------- | ------------------------------------ | --------------- | --------------- |
| 1  | Un mal día                       | Zanzara morta                | Jesus Colmenar                       | 20 aprile 2015  | 16 luglio 2017  |
| 2  | Cosiendo a Campanilla            | Cucendo Campanellino         | Jesus Rodrigo                        | 27 aprile 2015  | 16 luglio 2017  |
| 3  | Lo que sucede, conviene          | Tutto succede per un motivo  | Sandra Gallego                       | 4 maggio 2015   | 23 luglio 2017  |
| 4  | Un día de campo                  | Un giorno in campagna        | David Molina Encinas                 | 11 maggio 2015  | 23 luglio 2017  |
| 5  | La cruda realidad                | La cruda realtà              | Jesus Colmenar                       | 18 maggio 2015  | 30 luglio 2017  |
| 6  | Te vendrán a buscar...           | Ti verranno a cercare        | Jesus Rodrigo                        | 28 maggio 2015  | 30 luglio 2017  |
| 7  | A las cinco en punto de la tarde | Alle 5 in punto              | Sandra Gallego, David Molina Encinas | 4 giugno 2015   | 6 agosto 2017   |
| 8  | Pretty Woman                     | Pretty Woman                 | Jesus Colmenar, David Molina Encinas | 11 giugno 2015  | 6 agosto 2017   |
| 9  | Negra, negrita, negrata          | Quid pro quo                 | Jesus Colmenar, Jesus Rodrigo        | 18 giugno 2015  | 6 agosto 2017   |
| 10 | Gato gris                        | Gatto grigio                 | Sandra Gallego, David Molina Encinas | 25 giugno 2015  | 6 agosto 2017   |
| 11 | El principio de las tortugas     | Il principio della tartaruga | Jesus Colmenar, Jesus Rodrigo        | 2 luglio 2015   | 6 agosto 2017   |